# Поле на мечтите
„Поле на мечтите“ (на английски: Field of Dreams) е американски драматичен фентъзи филм от 1989 г. на режисьора Фил Олдън Робинсън. Сценарият, написан от Робинсън, е базиран на романа „Shoeless Joe“ на Уилям Кинсела от 1982 г.

## Актьорски състав
| Актьор            | Роля                       |
| ----------------- | -------------------------- |
| Кевин Костнър     | Рей Кинсела                |
| Рей Лиота         | Джо Джаксън                |
| Ейми Мадиган      | Ани Кинсела                |
| Бърт Ланкастър    | Арчибалд Греъм             |
| Франк Уейли       | Арчибалд Греъм (като млад) |
| Джеймс Ърл Джоунс | Терънс Ман                 |
| Тимъти Бъсфийлд   | Марк                       |

## Награди и номинации
| Категория                      | Номиниран(и)                   | Резултат                |
| Оскар (26 март 1990 г.)        | Оскар (26 март 1990 г.)        | Оскар (26 март 1990 г.) |
| ------------------------------ | ------------------------------ | ----------------------- |
| Най-добър филм                 | Най-добър филм                 | номинация               |
| Най-добър адаптиран сценарий   | Фил Олдън Робинсън             | номинация               |
| Най-добра филмова музика       | Джеймс Хорнър                  | номинация               |
| Хюго                           |                                |                         |
| Най-добро сценично представяне | Най-добро сценично представяне | номинация               |
| Сатурн (26 юни 1991 г.)        |                                |                         |
| Най-добър фентъзи филм         | Най-добър фентъзи филм         | номинация               |
| Най-добър сценарий             | Фил Олдън Робинсън             | номинация               |